# Tampines Rovers FC
El Tampines Rovers Football Club es un equipo de fútbol de Singapur que milita en la S League.
El club adoptó la canción Yellow de la banda británica Coldplay.

## Historia
Representan la ciudad de Tampines, fundados en 1945 y luego de muchos años y cambios de nombre decidieron ponerle Tampines Rovers Football Club. Pasaron varios años en las divisiones inferiores de Singapur y a mediados de la década de 1970 alcanzaron la primera división.

## Palmarés

### Nivel Local
- S.League: 5

2004, 2005, 2011, 2012, 2013
- Copa de Singapur: 4

2002, 2004, 2006, 2019
- Singapore Charity Shield: 5

2011, 2012, 2013, 2014, 2020
- Copa de la Liga de Singapur: 1

2014
- Liga de fútbol de Singapur: 3

1979, 1980, 1984

### Asia/ASEAN
- Campeonato de Clubes de la ASEAN: 1

2005

## Participación en competiciones de la AFC
| Temporada | Torneo                        | Ronda            | Club                        | Casa       | Visita | Global     |
| --------- | ----------------------------- | ---------------- | --------------------------- | ---------- | ------ | ---------- |
| 2005      | Copa de la AFC                | Grupos           | Sun Hei SC                  | 1-1        | 1-1    | 1º Lugar   |
| 2005      | Copa de la AFC                | Grupos           | Perak FA                    | 4-2        | 1-2    | 1º Lugar   |
| 2005      | Copa de la AFC                | Grupos           | Club Valencia               | 1-0        | 4-0    | 1º Lugar   |
| 2005      | Copa de la AFC                | Cuartos de final | Al-Faisaly                  | 0-1        | 0-1    | 0-2        |
| 2006      | Copa de la AFC                | Grupos           | Hurriyya                    | 4-0        | 3-1    | 1º Lugar   |
| 2006      | Copa de la AFC                | Grupos           | Happy Valley                | 4-0        | 3-1    | 1º Lugar   |
| 2006      | Copa de la AFC                | Grupos           | Selangor FA                 | 3-2        | 0-1    | 1º Lugar   |
| 2006      | Copa de la AFC                | Cuartos de final | Al-Wahdat                   | 0-1        | 0-4    | 0-5        |
| 2007      | Copa de la AFC                | Grupos           | Mohun Bagan AC              | 2-0        | 0-0    | 1º Lugar   |
| 2007      | Copa de la AFC                | Grupos           | Osotspa M-150               | 2-1        | 0-3    | 1º Lugar   |
| 2007      | Copa de la AFC                | Grupos           | Pahang FA                   | 4-1        | 2-0    | 1º Lugar   |
| 2007      | Copa de la AFC                | Cuartos de final | Al-Faisaly                  | 1-2        | 2-5    | 3-7        |
| 2011      | Copa de la AFC                | Grupos           | Victory SC                  | 4-0        | 3-1    | 2º Lugar   |
| 2011      | Copa de la AFC                | Grupos           | Hanoi T&T FC                | 3-1        | 1-1    | 2º Lugar   |
| 2011      | Copa de la AFC                | Grupos           | Muangthong United FC        | 1-1        | 0-4    | 2º Lugar   |
| 2011      | Copa de la AFC                | Octavos de final | Arbil FC                    | x          | 0-1    | 0-1        |
| 2012      | Copa de la AFC                | Grupos           | Song Lam Nghe An            | 0-3        | 0-0    | 3º Lugar   |
| 2012      | Copa de la AFC                | Grupos           | Terengganu FA               | 2-0        | 0-1    | 3º Lugar   |
| 2012      | Copa de la AFC                | Grupos           | Kitchee SC                  | 0-0        | 1-3    | 3º Lugar   |
| 2013      | Copa de la AFC                | Grupos           | East Bengal                 | 2-4        | 1-2    | 4º Lugar   |
| 2013      | Copa de la AFC                | Grupos           | Xuan Thanh Sai Gon FC       | 2-3        | 2-2    | 4º Lugar   |
| 2013      | Copa de la AFC                | Grupos           | Selangor FA                 | 3-3        | 2-3    | 4º Lugar   |
| 2014      | Liga de Campeones de la AFC   | 1                | South China AA              | 1-2 (t.e.) | x      | 1-2        |
| 2014      | Copa AFC                      | Fase de grupos   | Kitchee SC                  | 0-5        | 0-4    | 3º Lugar   |
| 2014      | Copa AFC                      | Fase de grupos   | Nay Pyi Taw FC              | 0-1        | 1-3    | 3º Lugar   |
| 2014      | Copa AFC                      | Fase de grupos   | Pune FC                     | 3-1        | 5-2    | 3º Lugar   |
| 2016      | Liga de Campeones de la AFC   | 1ª Preliminar    | Mohun Bagan AC              | x          | 1-3    | 1-3        |
| 2016      | Copa AFC                      | Fase de grupos   | Ceres-Negros                | 1-1        | 1-2    | 2º Lugar   |
| 2016      | Copa AFC                      | Fase de grupos   | Selangor FA                 | 1-0        | 1-0    | 2º Lugar   |
| 2016      | Copa AFC                      | Fase de grupos   | Sheikh Jamal Dhanmondi Club | 4-0        | 2-3    | 2º Lugar   |
| 2016      | Copa AFC                      | 1/16             | Mohun Bagan AC              | x          | 2-1    | 2-1 (t.e.) |
| 2016      | Copa AFC                      | Cuartos de final | Bengaluru FC                | 0-0        | 0-1    | 0-1        |
| 2017      | Liga de Campeones de la AFC   | 1ª Preliminar    | Global FC                   | x          | 0-2    | 0-2        |
| 2017      | Copa AFC                      | Fase de grupos   | Ceres-Negros                | 2-4        | 0-5    | 3º Lugar   |
| 2017      | Copa AFC                      | Fase de grupos   | Hanoi FC                    | 1-2        | 0-4    | 3º Lugar   |
| 2017      | Copa AFC                      | Fase de grupos   | FELDA United FC             | 4-1        | 3-1    | 3º Lugar   |
| 2018      | Liga de Campeones de la AFC   | 1ª Preliminar    | Bali United FC              | x          | 1-3    | 1-3        |
| 2018      | Copa AFC                      | Fase de grupos   | Persija Jakarta             | 2-4        | 1-4    | 4º Lugar   |
| 2018      | Copa AFC                      | Fase de grupos   | Song Lam Nghe An            | 0-2        | 1-2    | 4º Lugar   |
| 2018      | Copa AFC                      | Fase de grupos   | Johor Darul Ta'zim FC       | 0-0        | 1-2    | 4º Lugar   |
| 2019      | Copa AFC                      | Fase de grupos   | Hanoi FC                    | 1-1        | 0-2    | 2º Lugar   |
| 2019      | Copa AFC                      | Fase de grupos   | Yangon United FC            | 4-3        | 3-1    | 2º Lugar   |
| 2019      | Copa AFC                      | Fase de grupos   | Nagaworld FC                | 4-2        | 1-2    | 2º Lugar   |
| 2020      | Copa AFC                      | Fase de grupos   | Kaya FC                     | x          | 0-0    | 1º Lugar   |
| 2020      | Copa AFC                      | Fase de grupos   | PSM Makassar                | 2-1        | x      | 1º Lugar   |
| 2020      | Copa AFC                      | Fase de grupos   | Shan United FC              | 2-1        | 1-2    | 1º Lugar   |
| 2022      | Copa AFC                      | Fase de grupos   | PSM Makassar                | 1-3        | x      | 3º Lugar   |
| 2022      | Copa AFC                      | Fase de grupos   | Kuala Lumpur FA             | x          | 1-2    | 3º Lugar   |
| 2023–24   | Copa AFC                      | Playoff          | Phnom Penh Crown            | 2-3        | 2-3    | 2-3        |
| 2024–25   | Liga de Campeones de la AFC 2 | Grupo G          | Bangkok United              | 1-0        | 2-4    | 3º Lugar   |
| 2024–25   | Liga de Campeones de la AFC 2 | Grupo G          | Lee Man                     | 3-1        | 0-0    | 3º Lugar   |
| 2024–25   | Liga de Campeones de la AFC 2 | Grupo G          | Nam Định                    | 3-3        | 2-3    | 3º Lugar   |

## Entrenadores
- Hussein Aljunied (1994)
- Hussein Aljunied (1996)
- Victor Stănculescu (1997–1998)
- Vorawan Chitavanich (2004-2010)
- Steven Tan (2011-2012)
- Zulkarnaen Zainal (2012)
- Tay Peng Kee (2012)
- Nenad Baćina (2012-2013)
- Tay Peng Kee (2013)
- Salim Moin (2013-2014)
- Rafi Ali (2014)
- V. Sundramoorthy (2014–?)
- Gavin Lee (2019–presente)[3]

## Personal administrativo
- Presidente: Desmond Ong[2]
- Vicepresidente: Lee Lung Nien[2]
- Secretario Honorario: Nicholas Hunter[2]
- Tesorero Honorario: Ian Lau[2]
- Miembros del Comité: Nicholas Narayan,[2] Leong Wing Kong[2]